# Yalla
«Yalla» es una canción grabada por la cantante rumana Inna para su cuarto álbum de estudio homónimo (2015). Fue lanzada el 3 de noviembre de 2015 a través de Empire y Roton. La pista fue escrita por Marcel Botezan, Sebastian Barac, Nadir Tamuz Augustin e Inna, mientras que la producción fue manejada por los dos primeros bajo el nombre de Play & Win. «Yalla» es una canción dance pop y eurodance, interpretada tanto en inglés como en árabe.
La pista ha recibido reseñas positivas por parte de los críticos de música, quienes elogiaron su producción y atractivo comercial. Un video musical de acompañamiento para la canción—que fue transmitido en gran medida en la televisión rumana—fue filmado por Barna Nemethi en Marrakech, Marruecos y subido al canal oficial de Inna en YouTube el 12 de noviembre de 2015. El videoclip, que presenta a la cantante siendo perseguida por un hombre en un bazar, atrajo múltiples comentarios escritos en árabe. Para promover el sencillo, Inna se presentó en varios conciertos en Europa y Japón. Comercialmente, «Yalla» alcanzó el puesto número 13 en Rumania y el número 18 en Polonia.

## Composición y lanzamiento
«Yalla» fue escrita por Marcel Botezan, Sebastian Barac, Nadir Tamuz Augustin e Inna, mientras que la producción fue manejada por los dos primeros bajo el nombre de Play & Win. Es una canción dance-pop, con sus versos interpretados en inglés y su coro en árabe. Daniele Traino, de la publicación italiana RnB Junk, escribió que la pista combina un estilo Eurodance «típico» de Inna con sonidos del Oriente, comparando su ambiente musical con la canción de Madonna «La Isla Bonita» (1987). El portal alemán Hitfire comparó la pista con «Lean On» (2015) de Major Lazer y DJ Snake con MØ, escribiendo que el éxito de este último posiblemente influyó en la cantante para lanzar «Yalla» como sencillo. Un EP de remezclas de la canción fue lanzado el 3 de noviembre de 2015 por Empire y Roton. La versión digital del sencillo presenta un segundo verso adicional, no incluido en la versión presente en su cuarto álbum de estudio homónimo (2015) y su edición japonesa Body and the Sun.

## Recepción
Tras su lanzamiento, la canción ha recibido reseñas positivas por parte de los críticos de música. Traini de RnB Junk escribió que «Yalla» es «una de las canciones más cautivadoras, refinadas y peculiares» de su álbum homónimo, notando además su atractivo comercial. Un editor de Pro FM incluyó la pista en su lista de «16 éxitos con los que Inna ha hecho historia». Jonathan Currinn, quien escribió para su propio sitio web, dijo que la cantante «convence a las personas de todo el mundo al incluir el idioma árabe en "Yalla"», mientras que el portal Hitfire elogió las estrofas «poderosas» de la canción, las vocales de Inna y el ritmo. El sencillo debutó en la lista Airplay 100 de Rumania en la posición número 94 el 12 de noviembre de 2015, ascendiendo al número 80 en su siguiente semana. Alcanzó su punto máximo en el número 13 el 1 de mayo de 2016. En Polonia, «Yalla» alcanzó el número 18 en la lista Dance Top 50.

## Promoción y video musical
Inna interpretó una versión reducida de «Yalla» para la Radio ZU el 17 de noviembre de 2015. El sencillo también estuvo presente en la lista de varios conciertos para promover el álbum de la cantante Inna y su edición japonesa Body and the Sun en Europa y Japón. La artista también presentó la pista en el festival Alba Fest en Alba Iulia, Rumania, y en el World Trade Center Ciudad de México.
Un video musical de acompañamiento para «Yalla» fue filmado por Barna Nemethi en Marrakech, Marruecos en un lapso de tres días, con Inna y John Perez actuando como codirectores. Mientras que tanto Perez como Bogdan Daragiu fueron los directores de fotografía, Khaled Mokhtar se encargó del proceso de edición. La vestimenta usada en el videoclip fue inspirada y adaptada a la cultura árabe; entre los diseñadores se encuentran Cristina Săvulescu, Mădălina Dorobanţu de Pas du Tout, Wanda's Dream Nueva York, Artizana y Tria Alfa. El video musical fue subido al canal oficial de Inna en YouTube el 12 de noviembre de 2015, precedido por un teaser lanzado pocos días antes. El videoclip presenta a un dromedario, el segundo animal que aparece en un video de Inna después de «Diggy Down», que mostraba a una serpiente.
El video comienza con Inna saliendo de un cuerpo de agua, tras lo cual es perseguida por un hombre—interpretado por Yassir Lamrani Selmane—en un bazar y por los alrededores de un edificio. Esto es seguido por la cantante y sus bailarinas de respaldo realizando una coreografía. Escenas intercaladas a través de la trama principal retratan a Inna cantando frente a una puerta, en un desierto con un dromedario y bailando alrededor de una hoguera con sus bailarines. Respecto a la aparición de la cantante en el videoclip, Yohann Ruelle de Pure Charts escribió, «Inna sabe cómo subir la temperatura!» Valentin Malfroy, del sitio web Aficia, elogió la calidad del video y describió a Inna como «encantadora». Un editor del portal brasileño Vagalume pensó que la artista «interpreta a una niña que abusa de su sensualidad con trajes típicos y mucho baile árabe para encantar su interés amoroso.» Currinn, quien escribió para su propio sitio web, elogió la coreografía de Inna y el video en general, mientras que Hitfire lo recomendó y dijo que coincidía con la canción. Luego de su estreno en YouTube, el video musical atrajo muchos comentarios escritos en árabe, y fue transmitido en gran medida en la televisión rumana, alcanzando el número siete  en la lista TV Airplay de Media Forest.

## Formatos
EP de remezclas
1. «Yalla» – 2:51
2. «Yalla» (Extended version) – 4:04
3. «Yalla» (A Turk Remix) – 1:28
4. «Yalla» (Deepierro Offir Malol Remix Edit) – 3:15
5. «Yalla» (DJ Asher ScreeN Remix) – 3:56

## Posicionamiento en listas
| Polonia | Dance Top 50 | 18 |
| Rumania | Airplay 100  | 13 |

| Rumania | Airplay 100 | 22 |